# Tanyproctus farsensis
Tanyproctus farsensis är en skalbaggsart som beskrevs av Keith 2009. Tanyproctus farsensis ingår i släktet Tanyproctus och familjen Melolonthidae. Inga underarter finns listade i Catalogue of Life.